# Parafia Macierzyństwa Najświętszej Maryi Panny w Trzebiatowie
Parafia pw. Macierzyństwa Najświętszej Maryi Panny w Trzebiatowie – parafia rzymskokatolicka w Trzebiatowie, należąca do dekanatu Trzebiatów, archidiecezji szczecińsko-kamieńskiej, metropolii szczecińsko-kamieńskiej. 

## Obszar parafii

### Miejscowości i ulice
W granicach parafii znajdują się miejscowości:

- Trzebiatów
- Chełm Gryficki,
- Chomętowo,
- Gąbin,
- Jaromin,
- Lewice,
- Mirosławice,
- Nowielice,
- Sadlenko,
- Włodarka.

## Miejsca święte

### Kościół parafialny
Kościół parafialny Macierzyństwa Najświętszej Maryi Panny jest też miejską farą i Archidiecezjalnym Sanktuarium Maryjnym Macierzyństwa Najświętszej Maryi Panny. Parafia jest także siedzibą dekanatu Trzebiatów, zatem proboszcz jest jego dziekanem. Obraz Matki Bożej Macierzyńskiej z 1867 roku w sanktuarium został koronowany 20 maja 2006 roku przez nuncjusza apostolskiego w Polsce abpa Józefa Kowalczyka i abpa Zygmunta Kamińskiego, metropolitę szczecińsko-kamieńskiego. Złote korony ufundowali wierni parafii. Koronacja odbyła się przy licznym udziale kleru i wiernych na stadionie miejskim w Trzebiatowie.

### Kościoły filialne i kaplice

#### Kościół pw. Świętej Rodziny wChomętowie
Poświęcony przez ks. bpa Jana Gałeckiego 8.05.1997 r. Wybudowany w latach 1988 - 1996 z cegły według projektu Jana Oknińskiego. Dzwon "Jan Paweł II" ufundowany przez społeczność Chomętowa poświęcony 5 października 2008 r. Uroczystość odpustowa: Niedziela Świętej Rodziny. 

#### Kościół pw. św. Stanisława Biskupa i męczennika wGąbinie
Poświęcony przez ks. bpa Jana Gałeckiego 8.05.1993 r. Wybudowany w latach 1985 - 1992 z cegły według projektu Jana Oknińskiego. Uroczystość odpustowa: 8 maja. 

#### Kaplica filialna pw. św. Izydora wLewicach
Poświęcona przez ks. Kan. Henryka Cudaka w dniu 8.12.1991 r. Uroczystość odpustowa: 10 maja. 

#### Kaplica filialna pw. Najświętszej Maryi Panny Królowej Polski wMirosławicach
Poświęcona przez ks. Kan. Henryka Cudaka w dniu 19.03.1989 r. Uroczystość odpustowa: 3 maja. 

#### Kościół pw.Podwyższenia Krzyża ŚwiętegoweWłodarce(XIX w.)
Poświęcony przez ks. Tadeusza Długopolskiego TChr 28.10.1946 r. Zbudowany w 1891 roku z cegły w stylu neogotyckim. Uroczystość odpustowa: 14 września.

## Duszpasterze

### Proboszczowie
Proboszczowie parafii pw. Macierzyństwa Najświętszej Maryi Panny w Trzebiatowie:
- ks. Jan Gresskowski (1941–1945),
- ks. Kazimierz Rudawski TChr, (1945–1946),
- ks. Tadeusz Długopolski TChr (1946–1957),
- ks. kan. Henryk Domalewski (1958–1966)
- ks. Józef Anczarski (1966)
- ks. Wacław Kiersnowski (1966–1980),
- ks. kan. mjr Henryk Cudak (25.06.1980 – 2004),
- ks. prałat kan. dr Andrzej Dowal (od 26.08.2004)

### Powołania kapłańskie z parafii w Trzebiatowie
- Ks. Janusz Mękarski TChr – 1960
- Ks. Jan Łazaryszczak TChr – 1963
- Ks. Ryszard Raczkiewicz – 1985
- Ks. Krzysztof Kowalski SSCC – 1986
- Ks. Ryszard Wiencis – 1990
- Ks. Mariusz Zając – 1991
- Ks. Dariusz Zając – 1993
- Ks. Jarosław Iwaniec – 1997
- o. Grzegorz Romanowicz OFM Cap  – 2000
- Ks. Kryspin Gasiulewicz - 2010
- Ks. Maciej Babicki – 2011
- Ks. Jakub Suszyński – 2017

## Działalność parafialna
Na terenie parafii posługuje trzech kapłanów diecezjalnych oraz do 4 czerwca 2023 cztery Siostry ze Zgromadzenia Sióstr Opatrzności Bożej, które pełniły posługi: organistki, zakrystianki, katechetki oraz prowadziły sklep z pamiątkami.

### Msze Święte i nabożeństwa

#### Uroczystości odpustowe

##### W sanktuarium
- III sobota maja - rocznica uroczystości koronacyjnych cudownego obrazu Matki Bożej
- 11 października - wspomnienie Macierzyństwa Najświętszej Maryi Panny
- 13 czerwca - drugorzędnego patrona parafii św. Antoniego z Padwy

### Wspólnoty parafialne
- Akcja Katolicka,
- Żywy Różaniec,
- Straż Honorowa Najświętszego Serca Pana Jezusa,
- Caritas, ministranci,
- Eucharystyczny Ruch Młodych,
- schola,
- chór